# Кипарис вічнозелений
 Кипарис вічнозелений (Cupressus sempervirens) — вид хвойних дерев родини кипарисових (Cupressaceae). 

## Опис
Це дерево 25–35 м заввишки. Гілки тісно притиснуті до стовбура. Дрібні гілочки розташовані майже у одній площині. Листки у нього лускоподібні, темно- і світло-зелені, або синюваті, попарно супротивні, притиснуті до гілочок або трохи відігнуті. Шишки дерев'янисті, до 3 см завдовжки, здебільшого кулясті, сірувато-коричневі, блискучі. Шишкові лускові щиткоподібні, в кількості 3–6 пар, з колючкою на верхівці, при дозріванні розсуваються. Насіння 4–6 мм завдовжки, з вузьким крилом.

## Форми
Є дві форми кипарису вічнозеленого:
- пірамідальна (Cupressus sempervirens f.pyramidalis)
- горизонтальна (Cupressus sempervirens f.horizontalis)

## Поширення та середовище існування
У природі зустрічається на півдні Європи та на заході Азії.

## Практичне використання
Використовується у озеленені з часів Римської імперії.
Щільна пахуча деревина із світлою заболонню і червонувато-бурим ядром, стійка проти деревоточців та гниття, легко обробляється та полірується. З неї виготовляють меблі, токарні та різьблені вироби, використовують для підземних та підводних споруд.